# BoJack Horseman
BoJack Horseman je americký animovaný televizní seriál, jehož tvůrcem je Raphael Bob-Waksberg. Premiérově byl uváděn mezi lety 2014 a 2020 na Netflixu, celkem vzniklo v šesti řadách 77 dílů.
Seriál je zasazen hlavně do Los Angeles a sleduje příběh BoJacka Horsemana (Will Arnett), vyhořelé hvězdy seriálu Horsin' Around (v oficiálním českém překladu Koniny) z devadesátých let. BoJack chce obnovit svou slávu napsáním autobiografie, díky čemuž se setkává s ghostwriterkou Diane Nguyen (Alison Brie). Bojackovými přáteli jsou jeho spolubydlící Todd Chavez (Aaron Paul), jeho agentka a bývalá přítelkyně Princezna Carolyn (Amy Sedaris) a jeho kolega a častý rival, Mr. Peanutbutter (Paul F. Tompkins; v českém překladu pan Piškot).
První epizoda měla premiéru 22. srpna 2014 na Netflixu a poslední epizoda byla vysílána 31. ledna 2020. Celkově bylo odvysíláno 77 epizod v šesti sériích. Prvních pět sezón je složeno z dvanácti epizod, šestá a zároveň poslední sezóna byla rozdělena na dvě části po osmi epizodách. Speciální vánoční epizoda byla uvedena 19. prosince 2014.
BoJack Horseman je považován za jeden z nejlepších animovaných seriálů vůbec. Přes smíšené recenze po prvních dílech byli kritici výrazně pozitivnější po druhé polovině první série a následně si seriál držel velmi kladné hodnocení po zbytek vysílání. Je chválen za realistické ztvárnění deprese, traumat, závislostí, sebezničujícího chování, rasismu, sexismu, sexuality a psychických stavů.
Série obdržela řadu ocenění, včetně čtyř cen kritiků za nejlepší animovaný seriál, tří cen Annie a dvou cen Writers Guild of America Awards . Byl také nominován na dvě ceny Primetime Emmy Awards.

## Děj
Seriál je zasazen do alternativního světa, kde lidé a antropomorfní zvířata žijí společně. Odehrává se z největší části v Hollywoodu (po krádeži písmena „D“ v epizodě „1x6 – Our A-Story is a 'D' Story“ zvaném pouze „Hollywoo“). BoJack Horseman je vyhořelá hvězda seriálu Horsin' Around z 90. let 20. století, který vyprávěl příběh osamělého koně, jenž se staral o tři sirotky. Nyní žije v ústraní v Hollywood Hills a plánuje svůj velký návrat mezi celebrity pomocí autobiografie. K tomu mu má pomoci ghostwriterka Diane Nguyen, se kterou se spřátelí. BoJacka se mezi celebrity snaží vrátit také jeho agentka a bývalá přítelkyně Princezna Carolyn, jež jej musí neustále vytahovat z průšvihů. Do života BoJacka zasahuje také Todd Chavez, mladý, nezaměstnaný flákač, který bydlí u něj na gauči a Mr. Peanutbutter, hvězda obdobného seriálu Mr. Peanutbutter's House (pes se zde stará o tři sirotky).

## Obsazení
| Will Arnett      | BoJack Horseman, padesátiletý kůň-alkoholik, bývalá velká televizní hvězda svého seriálu Horsin' Around. Přestože byl uznávaný herec, kvůli svým vnitřním problémům začal trpět hlubokými depresemi a únavou, které zaháněl alkoholem a prášky. Ačkoliv je velmi inteligentní, jeho osamělost, neopatrnost, pocity viny, touha po uznání a sebedestruktivní sklony ničí jeho i všechny okolo něj. |
| Amy Sedaris      | princezna Carolyn, růžová perská kočka a Bojackova agentka/expřítelkyně. Princezna Carolyn byla jednou z nejlepších agentek v talentové agentuře Vigor, hlavně díky mnoha kontaktům a hledání nových talentů. Nedokáže najít rovnováhu mezi prací a osobním životem, navíc musí často zachraňovat BoJacka a jeho přátele z nejrůznějších problémů. Odešla z agentury Vigor a založila si novou agenturu VIM. Tu však ve třetí sérii přeměnila na manažerskou agenturu. Chce založit rodinu, bojí se ovšem toho, že na ní nebude mít čas. V páté sérii, po mnoha peripetiích, adoptuje mládě dikobraza. |
| Alison Brie      | Diane Ngueyn, lidská ghostwriterka, rozumná, nepochopená intelektuálka a vietnamsko-americká feministka z Bostonu. Je idealistka, chce změnit svět k lepšímu a snaží se vidět vše z té lepší stránky, což často vede ke zničení jejích ideálů. V první sérii, když píše s BoJackem knihu, naváže s ním velmi silné přátelství. BoJack se do ní sice zamiluje, avšak ona jej odmítne, neboť je ve vztahu s Mr. Peanutbutterem. Toho si nakonec i vezme, avšak je vnitřně nešťastná, což vede v páté sérii k rozvodu. Během šesté série naváže vztah s bizonem Guyem z Houstonu. |
| Paul F. Tompkins | Mr. Peanutbutter, excentrický labrador, herec a hvězda seriálu Mr. Peanutbutter's House, který je velmi podobný sitcomu Horsin' Around. Rád je středem pozornosti, přehlíží BoJackovy ironické průpovídky a je otevřen všem názorům. Má velmi vřelý vztah s Toddem, se kterým se vrhá do šílených podnikatelských plánů, které většinou končí krachem. Byl třikrát ženatý (s Katrinou Peanutbutter, Jessicou Biel a Diane Nguyen). Po rozchodu s Diane Nguyen se dá dohromady s Pickles Aplenty, mladou slečnou-mopsem, která jej opustí v epizodě 6x12 „Xerox of a Xerox“ kvůli mladému raperovi Joey Poge. Následný čas tak tráví sám, což nesnáší, avšak ví, že potřebuje klid pro uklidnění sebe sama. Pochází z ostrova Labrador v Kanadě. |
| Aaron Paul       | Todd Chavez, nezaměstnaný, avšak dobromyslný, 24letý „flákač“, který žije u BoJacka na gauči. V jedné epizodě vyjde najevo, že pět let před začátkem seriálu přišel k BoJackovi na party a už nikdy neodešel. Ačkoliv to vypadá, že jím BoJack opovrhuje, ve skutečnosti se o něj tajně stará, živí ho a když hrozilo, že by se mohl Todd osamostatnit, sabotoval jeho šance. Todd je dětinský, avšak velmi vynalézavý. Často se s Mr. Peanutbutterem vrhají do šílených podnikatelských plánů, které nedopadají dobře. Když zjistil, že BoJack sabotoval jeho rockovou operu, odešel od něj a žil u Princezny Carolyn na gauči. Také se stal ředitelem firmy „What time is it?“, ze které byl vyhozen poté, co jej nahradil jím sestavený sexuální robot. Stane se miliardářem, než dá všechny své peníze omylem jako dýško v restauraci. Ve třetí sérii vyjde najevo, že je asexuál. V šesté sérii naváže vztah s asexuální králičicí Maude. |

## Seznam epizod
| Řada | Díly | Premiéra na Netflixu                              |
| ---- | ---- | ------------------------------------------------- |
| 1    | 12   | 22. srpna 2014                                    |
| 2    | 12   | 17. července 2015                                 |
| 3    | 12   | 22. července 2016                                 |
| 4    | 12   | 8. září 2017                                      |
| 5    | 12   | 14. září 2018                                     |
| 6    | 16   | 25. října 2019 (1. část) 31. ledna 2020 (2. část) |

## Soundtrack
Seriál je známý také svým soundtrackem. Úvodní znělku (The BoJack Horseman theme) složil Patrick Carney, bubeník blues-rockového dua The Black Keys, se svým strýcem Ralphem Carneyem. Zvuk na začátku znělky je vytvořen pomocí Roland Jupiter-4 analogového syntezátoru.
Znělka v outru „Back in the 90s“ byla nahrána indie-pop skupinou Grouplove. Producent Jesse Novak složil doprovodnou hudbu.
Bylo nahráno i soundtrackové album. To bylo vydáno 8. září 2017 v Lakeshore Records tak, aby vyšlo ve stejný čas jako čtvrtá série. Zahrnuje 42 minut písní ze seriálu, včetně úvodní znělky, americké verze písničky „A Horse with No Name“, hit ze šesté epizody třetí série „Brrap Brrap Pew Pew“ od Sextiny Aquafiny „Get Dat Fetus, Kill Dat Fetus“, znělky Horsin' Around i Mr. Peanutbutter's House a mnoho dalšího.